# Generation Zero
Generation Zero — компьютерная игра в жанре шутера от первого лица, разработанная и изданная шведской компанией Avalanche Studios Group. Выход игры состоялся 26 марта 2019 года на платформах Windows, PlayStation 4, Xbox One.

## Геймплей
«Generation Zero» — это шутер от первого лица с открытым миром, в которую можно играть в одиночку или в кооперативе с тремя другими игроками. В игре предстоит сражаться в команде из четырёх человек против роботов, которыми управляет умный искусственный интеллект с хорошей памятью. Игрокам предстоит исследовать локации, собирать ресурсы, строить ловушки и сражаться с различными типами роботов. Сеттингом выступает Швеция 80-х в альтернативной вселенной.

## Сюжет
Действие игры разворачивается в 1989 году на вымышленных островах постапокалиптической Швеции, которая была захвачена роботами-убийцами. Главный герой — шведский подросток, который, возвращаясь со своей группой на лодке с экскурсии по острову, попадает под обстрел реактивными снарядами, будучи единственным выжившим, добравшись до берега, он обнаруживает, что его дом заброшен и наводнён роботами-убийцами. Теперь он должен выжить в шведской пустыне, пытаясь определить судьбу тех, кто жил здесь раньшеи выяснить происхождение агрессора.
Следуя по основным заданиям и изучая найденные документы, записки и аудиозаписи, игроку предстоит исследовать практически весь остров, устроить диверсии в точках снабжения машин и разыскать засекреченные командные бункеры в каждом из регионов. Из найденных записей и документов, а также перехваченных в командных бункерах, телефонных и радио переговоров, выясняется, что машины, оккупировавшие остров, как и сами бункеры, были созданы шведскими вооружёнными силами, в рамках программы «Тотальной обороны» на случай третьей мировой войны, и под управлением взбунтовавшегося искусственного интеллекта FNIX, стали терроризировать людей и теперь пытаются убить игрока, большую часть местного населения эвакуировали, а военные и гражданские, пытавшиеся организовать сопротивление, погибли. Главным создателем FNIX является профессор Сванте фон Ульмер из дома которого предстоит забрать карту доступа к лаборатории FOA 53, где находится главный компьютер, управляющий машинами.
Позднее, проследовав по одному из перехваченных полицейских вызовов, игрок обнаруживает роботов-клещей, которые глушат радиосигнал по всему острову. Избавивших от них, главный герой, при помощи полицейской рации, ловит сообщение советского солдата Сергея Кузнецова, который рассказывает о том, что Советскому Союзу и НАТО известно о ситуации в Швеции и даёт наводку на доставленное ВМФ СССР к причалу особняка Олнестет устройство, способное уничтожить центр управления машинами.
Получив устройство и инструкции к нему, игрок отправляется в FOA 53, при входе в бункер с ним связывается FNIX, рассказывает главному герою, что знал о нём и пытался убить, но он выжил и изменился, «Вместо тебя появился кто-то другой». Искусственный интеллект начинает рассказывать о себе и намекает на то, что не собирается оставаться на достигнутом, при этом, он не оказывает никакой агрессии и не препятствует закладке устройства русских. FNIX объясняет, что героя использовали и что оружие, которое ему дали, на самом деле является гибелью для него самого. В заключении сказав, что «они не должны убить тебя», FNIX приказывает бежать из бункера, но взрыв происходит раньше, чем игроку удается выбежать наружу. Основной сюжет на этом обрывается и начинается фриплей.
После финальных титров на экране появляется эпилог:
Несмотря ни на что, после взрыва вы очнулись на безопасном расстоянии от FOA 53. Неизвестно, как вы здесь очутились, но ясно одно: только что началась война.
Художественный стиль игры часто сравнивают с творчеством Саймона Столенхага. Однако, несмотря на кажущееся сходство, Avalanche Studios отрицает, что стиль игры был вдохновлён или мотивирован искусством Столенхага и что художник был вовлечён прямо или косвенно в создание игры.

## Критика
| Сводный рейтинг       | Сводный рейтинг                     |
| Агрегатор             | Оценка                              |
| --------------------- | ----------------------------------- |
| GameRankings          | 47,23 %                             |
| Metacritic            | PC: 51/100 PS4: 45/100 XONE: 50/100 |
| Русскоязычные издания |                                     |
| Издание               | Оценка                              |
| «Игромания»           | [ 15 ]                              |

Согласно агрегатору обзоров Metacritic, Generation Zero получил «в целом неблагоприятные обзоры» для версии игры для PlayStation 4 и «смешанные или средние обзоры» для версий для Windows и Xbox One.
Несмотря на то, что игра получила высокую оценку за боевую механику, а также за художественный стиль и концепцию, её критиковали за то, что она не была отполирована и за чрезмерно повторяющиеся игровые циклы, которые воспринимались как скучные.